# Локомотиви БДЖ серия 75.000
Първите магистрални дизелови локомотиви на БДЖ за междурелсие 760 мм са строени в немската фирма „Henschel“ – Kassel, а са въведени в експлоатация в България в началото на 1966 г. Още с пристигането си стават основна теснопътна локомотивна серия в депо Септември като поемат почти целия пътнически (от мотрисите серия 81 и 82) и товарен (от локомотивите серия 600.76) график по жп линиите Септември – Добринище и Варвара – Пазарджик. При това, поради по-големите възможности на локомотивите, се съкращава времепътуването от Септември до Добринище с над 1 час.
Локомотивите са строени по технически условия на БДЖ и основно се състоят от: дизелов двигател с мощност 1100 к.с., хидравлична предавка, а колоосната формула е В′-В′. При създаването си (60-те години на XX век) те са най-мощните дизелови локомотиви в света за междурелсие 760 мм. За първи път в България се прилага използването на кухините на главната локомотивна рама за горивен резервоар.
Първият бракуван локомотив от серията е 75 007.5, който на 16 януари 1991 г. дерайлира поради счупена релса на открит път до закритата спирка „Дрянов дол“. Пораженията по локомотива не са толкова големи, за да налагат бракуването му, но поради наличието на годни машини не се налага бързото му възстановяване. Така той се превръща в „донор“ за резервни части за другите локомотиви от серията и в крайна сметка през 1994 г. той е бракуван.
Машините от серия 75.000 се оказват издръжливи и удобни за тежките условия на планинската железница. Близо 50-годишната им работа по нея се оценява като особено успешна.

## Експлоатационни и фабрични данни за локомотивите[1]
| В експлоатация                           |
| Спрян от експлоатация; бракуван; нарязан |
| В ремонт (ГПР; ПР)                       |
| Продаден                                 |

| Експлоатационен номер | Експлоатационен номер | Експлоатационен номер | фабр. №/ година | Бележки               |
| доставен              | от 1988 г.            | от 2012 г.            | фабр. №/ година | Бележки               |
| --------------------- | --------------------- | --------------------- | --------------- | --------------------- |
| 75 – 01               | 75 001.8              |                       | 31133/1965      |                       |
| 75 – 02               | 75 002.6              |                       | 31134/1965      | Спрян от експлоатация |
| 75 – 03               | 75 003.4              | –                     | 31135/1965      | Бракуван 2004 г.      |
| 75 – 04               | 75 004.2              | 92 52 0675 004-2      | 31136/1965      |                       |
| 75 – 05               | 75 005.9              | 92 52 0675 005-9      | 31137/1965      |                       |
| 75 – 06               | 75 006.7              | 92 52 0675 006-7      | 31138/1965      |                       |
| 75 – 07               | 75 007.5              | –                     | 31139/1965      | Бракуван 1994 г.      |
| 75 – 08               | 75 008.3              | 92 52 0675 008-3      | 31140/1965      |                       |
| 75 – 09               | 75 009.1              | 92 52 0675 009-1      | 31141/1965      |                       |
| 75 – 10               | 75 010.9              |                       | 31142/1965      |                       |